# 東北ドック鉄工

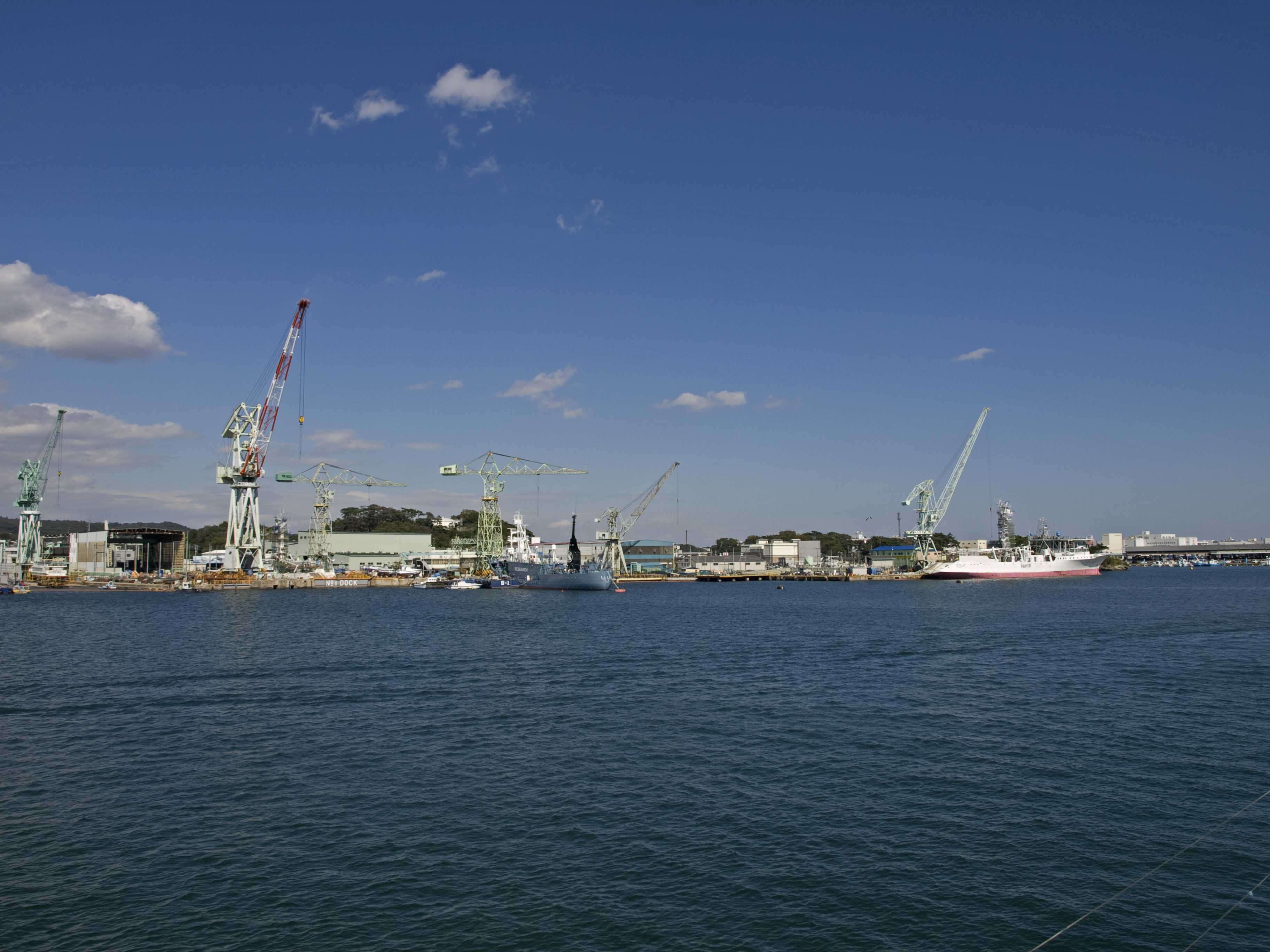
東北ドック鉄工（2015年）。

東北ドック鉄工株式会社（とうほくどっくてっこう）は、宮城県塩竃市に本社・工場を置く船舶修繕事業者である。日本中小型造船工業会の会員企業である。

## 概要
1987年（昭和62年）に廃業・解散した東北造船株式会社の船舶修理・鉄構事業部門を承継し、同年9月に設立された。大型漁船や官公庁船を中心に、各種船舶の定期検査・修繕業務を行っている。橋梁・水門や各種産業機械等の製作・据付も手掛けていたが、2024年（令和6年）に、当時の親会社のJFEエンジニアリングの事業再編方針によりJFEエンジニアリンググループの他社に分割承継し、修繕船事業専業となることとなった。
造船所としての歴史は、1910年（明治43年）に開設された三陸汽船の修理工場に遡る。その後経営主体の変遷・設備拡張を重ね、第二次世界大戦後の1957年（昭和32年）には、東北開発・浦賀船渠の出資により設立された東北造船が経営を行うこととなった。1968年（昭和43年）には、東北造船は日本鋼管系列となった。
東北造船は、1980年代にはハンディサイズバルカー（2万 - 3万重量トン級ばら積み貨物船）の建造を主力としていたが、当時の海運不況による受注激減に加え、1980年代中期以降の急激な円高の進行により急速に業績が悪化し、存続が困難となった。このため東北造船は1987年（昭和62年）に廃業・解散する一方、採算性のある船舶修理・鉄構事業を継続するために東北ドック鉄工が設立され、施設のうち修繕用の船台・ドック等を引き継ぎ、同年9月から事業を開始した。
この再編・事業継承の際、東北ドック鉄工に採用されなかった東北造船の元従業員から、東北ドック鉄工は東北造船と実質的に同一会社であり解雇は無効であるとする訴えが提起されたが、仙台地方裁判所は両社の同一性を認めず、別個の会社であるとする決定を下した。
東北ドック鉄工の設立当初は、日本鋼管の出資比率は20%（グループ企業を含めても40%）であったが、2018年（平成30年）にはJFEエンジニアリング（日本鋼管の後身）の完全子会社となった。
なお、東北造船の新造船事業については、1987年（昭和62年）8月に設立された東北重機工事が承継し、船殻ブロック組立工場等を引き継いでいる。
その後、2024年（令和6年）12月に、東北重機工事との間で、当社の経営権をJFEエンジニアリングから東北重機工事に委譲する合意が成立し、2025年（令和7年）1月に、当社の発行済株式全てが東北重機工事に譲渡され、当社と東北重機工事はグループ会社となった。その際、当社が新たに発行する種類株式全てをJFEエンジニアリングが引き受け、JFEエンジニアリングとの資本関係も継続することとなった。

## 主要設備
特記箇所を除き、東北ドック鉄工株式会社公式サイト掲載「会社概要」より（2021年6月29日閲覧）
- 1号ドック：長さ139m × 幅17m × 深さ10m （収容能力8,000DWT[9]）
- 2号ドック：長さ53m × 幅9.6m × 深さ6m （収容能力500GT[9]）
- 3号船台：長さ72m × 幅22m （収容能力1,000GT[9]）
- クレーン：60t・6t（2基）・5t・10t
- 係留岸壁：総延長275m、最大喫水5.5m
- 鉄構第1工場
- 鉄構第2工場
- 仮組ヤード

## 沿革
- 1910年（明治43年） - 塩釜港に三陸汽船の修理工場が開設される[1][2]。
- 1938年（昭和13年） - 東北船渠鉄工株式会社設立[1][2]。造船所の経営を承継。初代社長は三陸汽船の中大路氏道。
- 1944年（昭和19年） - 東北船渠株式会社に改称[1][2]。
- 1957年（昭和32年） - 東北開発・浦賀船渠の出資により東北造船株式会社設立[1][2]。造船所の経営を承継。
- 1968年（昭和43年） - 東北造船が日本鋼管系列となる[1][2]。
- 1973年（昭和48年） - 鉄構部門を移転し、多賀城工場を設置[1]。
- 1987年（昭和62年）9月22日 - 東北ドック鉄工株式会社設立[1][2]。東北造船の船舶修理・鉄構事業を承継。
- 2003年（平成15年） - 多賀城工場を本社工場に統合[1]。
- 2018年（平成30年） - JFEエンジニアリングの完全子会社となる[1]。
- 2024年（令和6年）8月 - 鉄構事業部門を北日本機械株式会社に、エンジニアリング事業部門をJFE東日本環境メンテナンス株式会社に、それぞれ吸収分割により承継する旨を公告[4][10]。親会社のJFEエンジニアリングの事業再編方針に基づくもの[4]。
- 2025年（令和7年）1月 - JFEエンジニアリングが当社の発行済株式を東北重機工事に譲渡し、経営権を委譲[7][8]。